# اکونها، آنگولا
اکونها (به انگلیسی: Ekunha (Vila Flor)) شهری در استان کونه‌نه واقع در کشور آنگولا است که در سال ۲۰۰۹ میلادی ۵٬۹۴۸ نفر جمعیت داشته است.